# Ирданово
Ирданово — деревня в Никольском районе Вологодской области.
Входит в состав Краснополянского сельского поселения, с точки зрения административно-территориального деления — в Краснополянский сельсовет.
Расстояние до районного центра Никольска по автодороге — 3 км. Ближайшие населённые пункты — Абатурово, Криводеево, Малое Фомино.
По переписи 2002 года население — 321 человек (161 мужчина, 160 женщин). Всё население — русские.